# 阿列尔·托雷斯
阿列尔·托雷斯（西班牙語：Ariel Torres，1997年9月6日—），美国男子空手道运动员，2019年泛美运动会男子个人型银牌得主、2020年夏季奥林匹克运动会男子个人型铜牌得主、2023年泛美运动会男子个人型金牌得主。